# Euanoma svihlai
Euanoma svihlai is een keversoort uit de familie kasteelkevers (Omalisidae). De wetenschappelijke naam van de soort werd in 2007 gepubliceerd door Kundrata & Bocák.